# Брэдли, Эд
Э́двард Ру́дольф «Эд» Брэ́дли (22 июня 1941[…], Филадельфия, Пенсильвания — 9 ноября 2006[…], Нью-Йорк, Нью-Йорк) — американский журналист и телеведущий, более всего известный как ведущий программы «60 минут» на канале CBS News на протяжении 26 лет. Он известен также как военный корреспондент, освещавший падение Сайгона в конце Вьетнамской войны, а также как первый чернокожий журналист, бравший интервью у президента страны в Белом доме. Впоследствии был ведущим собственной программы, CBS Sunday Night with Ed Bradley. За свою работу он получил целый ряд наград, в том числе премию Пибоди, 19 премий «Эмми» и премию от Национальной ассоциации чернокожих журналистов.

## Ранняя жизнь
Брэдли родился в Филадельфия, штат Пенсильвания. Его полное именя Эдвард Рудольф Брэдли-младший. Родители развелись, когда ему было два года, после чего его воспитывала мать Глэдис, которая, чтобы сводить концы с концами, работала на двух работах. Брэдли, которого в детстве называли «Бутч Брэдли», летом мог видеться со своим отцом, который владел рестораном в Детройте и торговыми автоматами. Когда ему было девять лет, мать записала его в школу Святого Провидения, католическую школу-интернат для чернокожих под управлением Сестер Святого Причастия в Корнуэллс-Хайтс, штат Пенсильвания. Также он учился в академии Маунт-Сент-Чарльз в Вунсокете, Род-Айленд.
В 1959 году он окончил католическую среднюю школу для мальчиков святого Томаса Мора в Западной Филадельфии, а затем поступил в колледж для чернокожих — Государственный колледж Чейни (ныне Пенсильванский университет Чейни) в Чейни, штат Пенсильвания, который окончил в 1964 году со степенью в области образования. Его первая работа была преподавателем шестого класса начальной школы Уильяма Б. Манна в районе Виннфилд в Филадельфии. Во время преподавания он подрабатывал на радиостанции WDAS на Эджли-Драйв в Фэйрмаунт-парке в Филадельфии, поначалу бесплатно, а позже — за минимальную заработную плату. Он ставил музыку, читал новости, комментировал баскетбольные матчи и другие виды спорта.

## Карьера
Свой первый новостной репортаж Брэдли провел на радио WDAS-FM во время беспорядков в Филадельфии в 1960-х годах. В 1967 году он получил постоянную работу на принадлежащей CBS нью-йоркской радиостанции WCBS. В 1971 году переехал в Париж. Изначально он жил на свои сбережения, но в конце концов у него закончились деньги, и он начал работать стрингером в CBS News, освещая заключение Парижского мирного соглашения. В 1972 году он вызвался на перевод в Сайгон, чтобы вести репортажи о боевых действиях во время вьетнамской войны, а также посещать Пномпень для передачи новостей о войне в Камбодже. Именно там он был ранен миномётным снарядом, получив осколочные ранения в спину и руку.

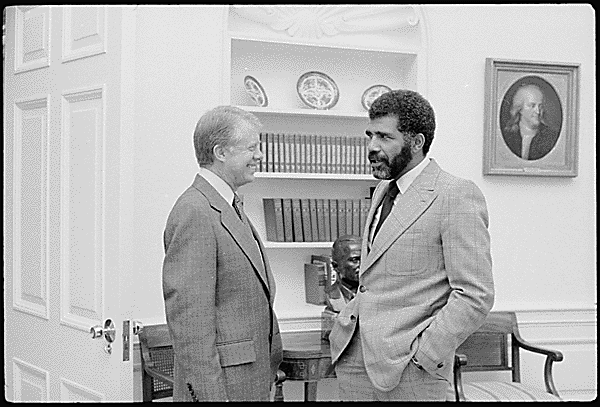
Президент Дж. Картер и Брэдли, 1978

В 1974 г. переехал в Вашингтон, округ Колумбия, и в 1976 г. был назначен освещать президентскую предвыборную кампанию Дж. Картера. Затем он стал корреспондентом CBS News в Белом доме (первым чернокожим телекорреспондентом Белого дома) и занимался этим до 1978 г., когда его пригласили перейти в CBS Reports, где он был ведущим корреспондентом до 1981 года. Он также был ведущим CBS Sunday Night News с 1976 по 1981 год. В том же году Уолтер Кронкайт ушёл с должности ведущего CBS Evening News и был заменен корреспондентом «60 минут» Дэном Разером, что освободило вакансию в программе, которую заполнил Брэдли. За 26 лет работы Брэдли в «60 минутах» он написал более 500 историй, охватывающих почти все возможные типы новостей, от «тяжёлых» сюжетов о войне, политике, бедности и коррупции до лёгких биографических статей или историй о спорте, музыке и кулинарии. Среди прочего, он взял интервью у Говарда Стерна, Лоуренса Оливье, Субкоманданте Маркоса, Тимоти Маквея, Нила Армстронга, Майкла Джексона, Мика Джаггера, Билла Брэдли, 92-летнего Джорджа Бернса и Майкла Джордана, а также провёл первое за 20 лет телеинтервью с Бобом Диланом. Среди причудливых моментов его программы есть такие как игра в блэкджек со слепым Рэем Чарльзом, интервью с советским генералом в русской сауне и розыгрыш со стороны Мухаммеда Али. Любимым отрезком «60 минут» Брэдли был момент, когда он, будучи 40-летним, брал интервью у 64-летней певицы Лины Хорн. Брэдил заметил: «Если бы я подошёл к райским вратам и Святой Петр спросил: 'Что ты сделал, чтобы заслужить вход?', то я бы просто сказал: 'Вы видели моё интервью с Линой Хорн?'».
В телешоу Брэдли был известен своим чувством стиля. Он был первым корреспондентом-мужчиной, который в эфире регулярно носил кольцо в ухе. Ему прокололи левое ухо в 1986 году, и он, по его словам, его вдохновила на это поддержка Лайзы Миннелли после интервью с ней. Помимо «60 минут», Брэдли также вёл программу новостей журнала «Street Stories» на CBS с 1992 по 1993 год.

## Личная жизнь
У Брэдли никогда не было детей, он был женат на художнице с Гаити Патриции Бланше, с которой познакомился в Нью-Йоркском музее африканского искусства, где она работала директором по развитию. Несмотря на разницу в возрасте (она была на 24 года моложе его), они встречались на протяжении 10 лет, прежде чем пожениться на частной церемонии в Вуди-Крик, штат Колорадо, где у них был дом. Брэдли также содержал ещё два дома: один в Ист-Хамптоне, а другой в Нью-Йорке.
В начале 1970-х у Брэдли были короткие романтические отношения с Джессикой Сэвич, которая в то время была помощником по административным вопросам в CBS News, а затем стала ведущей NBC News. После того, как отношения закончились, Брэдли и Сэвич продолжали поддерживать неромантические социальные и профессиональные отношения до её смерти в 1983 году.
Брэдли был известен своей любовью к любой музыке, однако особенный энтузиазм он проявлял к джазу. Он более десяти лет вел на National Public Radio шоу «Джаз в Линкольн-центре» вплоть до самой своей смерти. Брэдли, большой поклонник «The Neville Brothers», выступал с этой группой на сцене и был известен как «пятый брат Невиллов». Брэдли также дружил с Джимми Баффетом и часто выступал с ним на сцене под именем «Тедди». Брэдли не обладал значительными музыкальными способностями и не имел обширного репертуара, но обычно вызывал улыбки, исполняя классическую песню «Sixty Minute Man» от «Billy Ward and his Dominoes».

## Смерть
Брэдли умер 9 ноября 2006 года в возрасте 65 лет в больнице Маунт Синай от осложнений, вызванных лимфолейкозом.

## Наследие
В апреле 2007 года Брэдли был удостоен традиционной джазовой похоронной процессии на джаз-фестивале в Новом Орлеане, который он активно поддерживал. В шествии, которое состоялось в первый день шестидневного фестиваля, принимали участие два духовых оркестра.
Обозреватель Кларенс Пейдж писал:

Когда он рос в рабочем районе Филадельфии, его близкие говорили ему, что он может быть тем, кем он хочет быть. Он принял это. … Уже в те дни, до того как перед чернокожими американцами полностью открылись двери возможностей, мистер Брэдли бросил вызов системе. Он много работал и готовился. Он открылся миру и не побоялся, что мир отвернётся от него. Он хотел многого, и ему это удалось. Благодаря подобным примерам, все мы знаем, что тоже можем добиться успеха.
Оригинальный текст (англ.)
When he was growing up in a working-class neighborhood in Philadelphia, his folks told him he could be anything he wanted to be. He took them up on it. ... Even in those days before the doors of opportunity were fully opened to black Americans, Mr. Bradley challenged the system. He worked hard and prepared himself. He opened himself to the world and dared the world to turn him away. He wanted to be a lot and he succeeded. Thanks to examples like his, the rest of us know that we can succeed, too.

Брэдли на протяжении 20 лет был обладателем сезонного абонемента на игры «Нью-Йорк Никс». 13 ноября 2006 г. они почтили его минутой молчания. В программе «60 минут» после смерти Брэдли его давний друг Уинтон Марсалис завершил шоу сольным исполнением на трубе, сыграв композиции, которые Брэдли любил больше всего. В 1994 году Брэдли учредил стипендию Эда Брэдли, которая с тех пор ежегодно предоставляется Фондом Ассоциации цифровых новостей радио и телевидения (RTDNF) выдающимся начинающим журналистам в память о Брэдли и его вкладе в журналистику.
В марте 2012 года преподаватели Института журналистики Артура Л. Картера Нью-Йоркского университета включили Эда Брэдли в список 100 выдающихся американских журналистов за последние 100 лет.

## Награды
- «Эмми», 19 раз
- Премия Пибоди за репортаж об эпидемии СПИД в Африке, «Death By Denial»
- Премия Роберта Кеннеди
- 1979: Премия Джорджа Полка[20]
- 2000: премия Пола Уайта[21]
- 2005: премия Национальной ассоциации чернокожих журналистов как одному из первых афроамериканцев на телевидении[15]
- 2007: (посмертно) премия Пибоди за расследование случая обвинения в изнасиловании в Университете Дьюка
- 2007: (посмертно) включен в Зал славы Пионеров вещания Филадельфии